# Tetrachyron
Tetrachyron là một chi thực vật có hoa trong họ Cúc (Asteraceae).

## Loài
Chi Tetrachyron gồm các loài: